# NGC 6468
NGC 6468 (NGC 6467) je spiralna galaktika u zviježđu Herkulu. Naknadno je utvrđeno da je NGC 6467 ista galaktika.

## Vanjske poveznice
- (engl.) SEDS: NGC 6468
- (engl.) Hartmut Frommert: Revidirani Novi opći katalog
- (engl.) Izvangalaktička baza podataka NASA-e i IPAC-a
- (engl.) Astronomska baza podataka SIMBAD
- (engl.) VizieR
- (engl.) Auke Slotegraaf: NGC 6468 Deep Sky Observer's Companion
- (engl.) NGC 6468  Arhivirana inačica izvorne stranice od 10. srpnja 2014. (Wayback Machine) DSO-tražilica
- (engl.) Courtney Seligman: Objekti Novog općeg kataloga: NGC 6450 - 6499